# Ходяково
Ходя́ково (рос. Ходяково, чув. Хитекушкăнь) — присілок у складі Аліковського району Чувашії, Росія. Входить до складу Таутовського сільського поселення.
Населення — 182 особи (2010; 175 у 2002).
Національний склад:
- чуваші — 98 %